# Carach Angren
Carach Angren (‘mandíbulas de hierro’ o ‘garganta de hierro’ en sindarin) es un paso fortificado descrito en el legendarium del escritor británico J. R. R. Tolkien, que aparecen en sus novelas El Silmarillion y El retorno del Rey.

## Ubicación
Se trata de un desfiladero situado al noroeste de Mordor, que separa el valle de Udûn de la meseta de Gorgoroth.
El valle se abre paso entre una estribación de la cordillera de las Ered Lithui y el borde interior de Ephel Dúath, una
cornisa escarpada que en el este se precipitaba hacia Gorgoroth.
El paso es un cruce de cuatro direcciones. Al norte, corre a través de Udûn hacia la Morannon. El más importante va hacia
el este a Barad-dûr. Al oeste se abre un camino hasta la fortaleza de Durthang. Al sur, dirección al valle de Gorgoroth,
un camino se dirige a Minas Morgul.
A causa de su posición estratégica, pues era la última barrera hacia la torre de Barad-dûr, el paso fue ocupado por orcos, fortificado con torres de vigilancia, una trinchera y muros defensivos:

En esa llanura detrás del Morannon se escondían los túneles y arsenales subterráneos construidos por los servidores 
de Mordor como defensas de la Puerta Negra; y allí el Señor Oscuro estaba reuniendo de prisa unos ejércitos poderosos para enfrentar a los Capitanes del Oeste. Sobre los espolones habían construido fuertes y torres,  y ardían los fuegos de guardia; y a todo lo largo de la  garganta habían erigido una pared de adobe, y cavado una profunda trinchera atravesada por un solo puente.
— J. R. R. Tolkien, El Señor de los Anillos